# 라미레코드
라미레코드는 대한민국의 만화가 양영순이 포털 사이트 야후! 코리아에서 연재했던 웹툰이다.

## 세계관
- 태모신교 : 태모 마돈나가 아들인 조슈아의 죽음으로 '사랑과 보복의 종단'을 표방하며 창시했다.

## 등장인물
- 라미: 이 만화의 주인공이다.
- 소이: 라미의 여동생이다.
- 제이: 라미의 남동생이다.

## 특징
- 전작인 《철견무적》과 차기작인 《덴마》 등과 세계관을 공유하며, 2013년에 《덴마》의 스페셜 에디션으로 소개되기도 했다.
- 도중에 연재가 중단되어 '양영순은 연재하던 만화를 중단하는 것이 특기이다'라는 이미지가 더욱 커지는 계기가 되었다.